# Alej Zlatá stezka
Alej Zlatá stezka je smíšené stromořadí památných stromů, které rostou v nadmořské výšce 775 m až 840 m ve Volarech, okres Prachatice, kraj Jihočeský. Alej je od 1. prosince 1990 vedena v registru AOPK pod číslem 102719.

## Popis
Alej Zlatá stezka začíná na severovýchodním okraji Volar dvěma větvemi – hlavní větev vede podél židovského hřbitova a městského hřbitova po žluté turistické trase. Vedlejší větev začíná u bývalého pivovaru. Obě větve se spojují v nadmořské výšce 815 m u zahrádkářské kolonie a pokračují po žluté turistické trase Zlatá stezka směrem k vrchu Kamenáč (899 m n. m.) a dále k Prachaticím. V aleji převažují javory mléče, dále lípy malolisté, javory kleny, duby zimní a duby letní. V menším počtu jsou zastoupeny jasany ztepilé, po jednom exempláři zde roste lípa zelená a lípa velkolistá.

## Údržba aleje
Kontrolu a dohled nad zdravotním stavem stromů provádí Správa NP Šumava. V případech, kdy byly stromy napadeny dřevokaznou houbou a byly natolik poškozené, že by zvláště při zhoršených klimatických podmínkách představovaly hrozbu poškození zdraví osob nebo škod na majetku, pak byla památková ochrana zrušena. Pokácené stromy byly nahrazeny vysázením nových, popřípadě zapěstováním již stávajících přirozeně se zmlazujících jedinců tak, aby ekologická a estetická hodnota aleje byla zachována i do budoucna.
Pokácené stromy byly dosazeny lípami, duby, kleny a lískami. V roce 2001 byly prořezány suché větve, ošetřeny dutiny, vazby korun a odstraněny výmladky. V roce 2002 byla zrušena památková ochrana u 14 stromů, v roce 2016 u javoru mléče. Další ozdravovací a bezpečnostní prořezávka stromů byla provedena na podzim roku 2018.

## Účast v soutěži
Alej Zlatá stezka soutěžila o titul Alej roku 2016, na předních místech se neumístila, avšak ve fotosoutěži Alej roku vyhrál její snímek.  

## Památné stromy v okolí
- Lípy ve Svaté Magdaléně
- Klen u Svaté Magdalény
- Volarský jilm

## Galerie

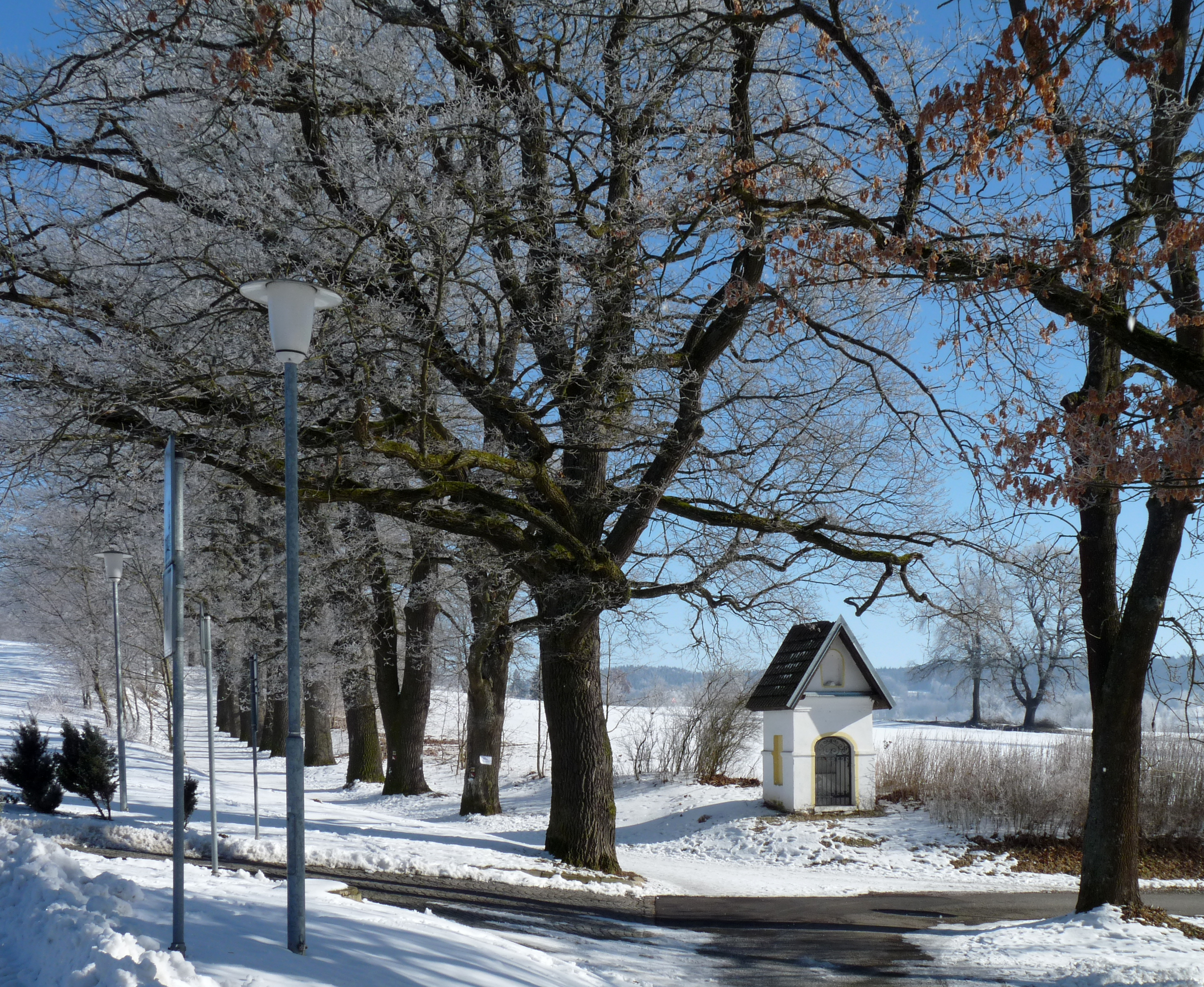
Únor 2015
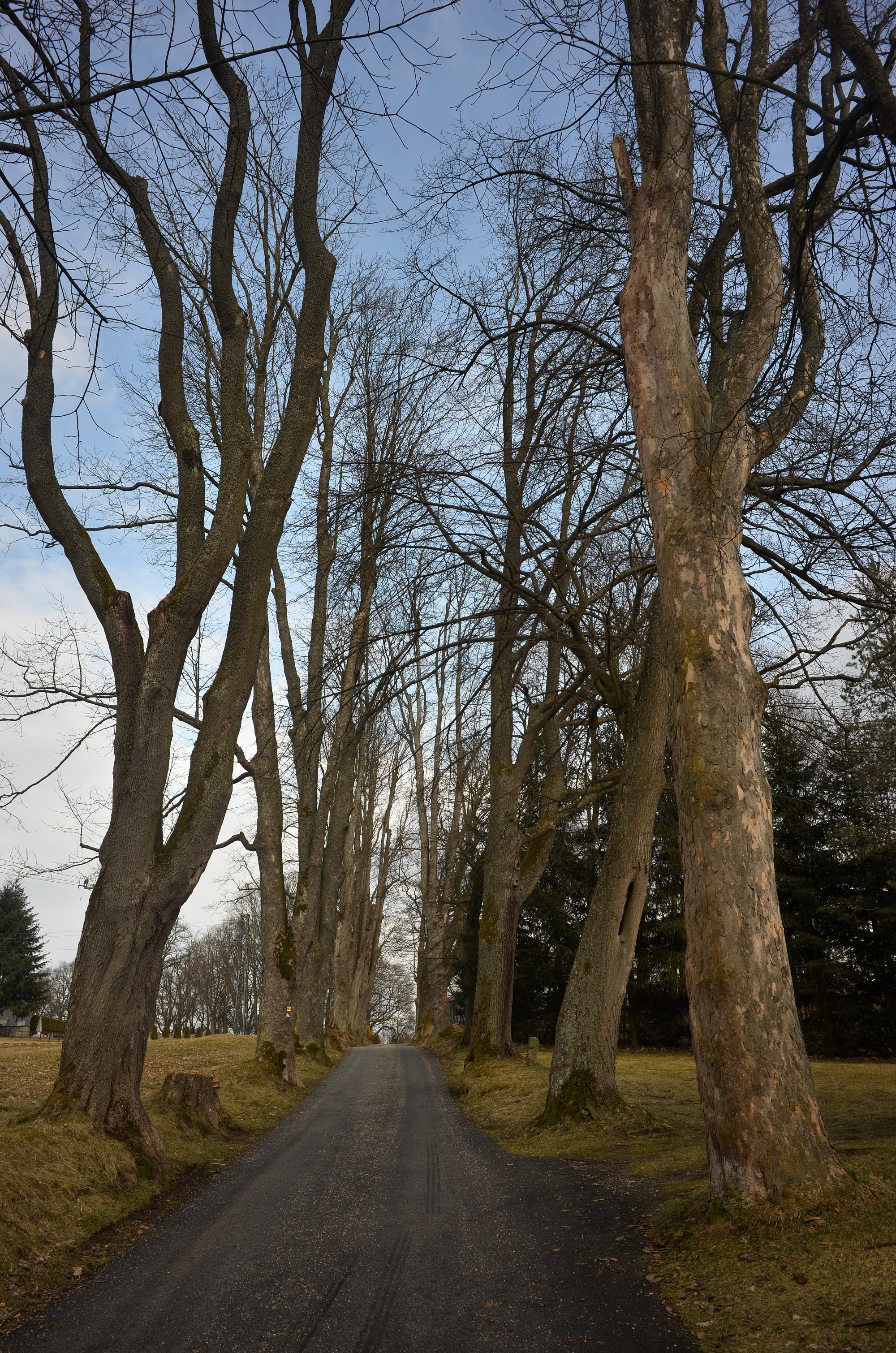
Březen 2020
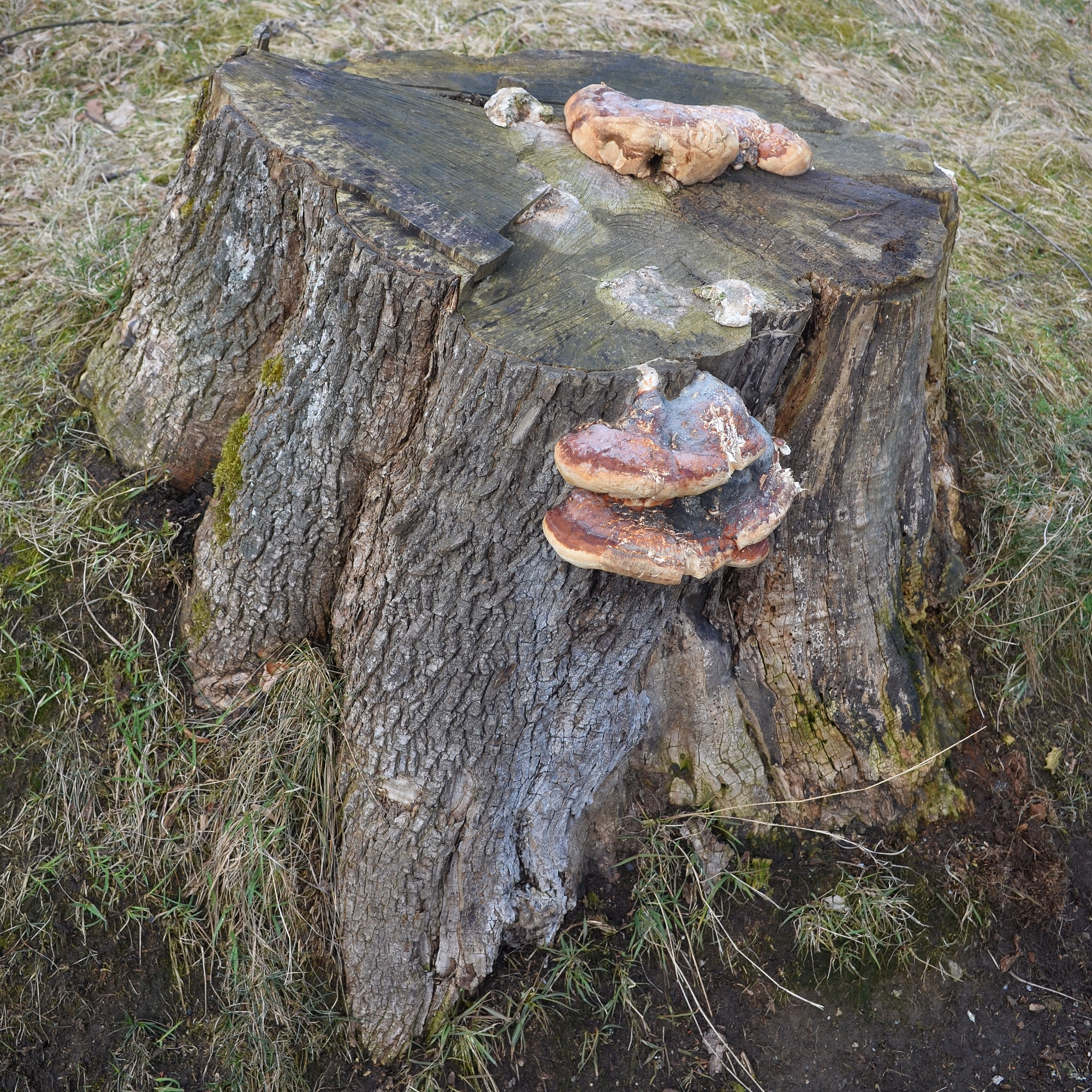
Březen 2020
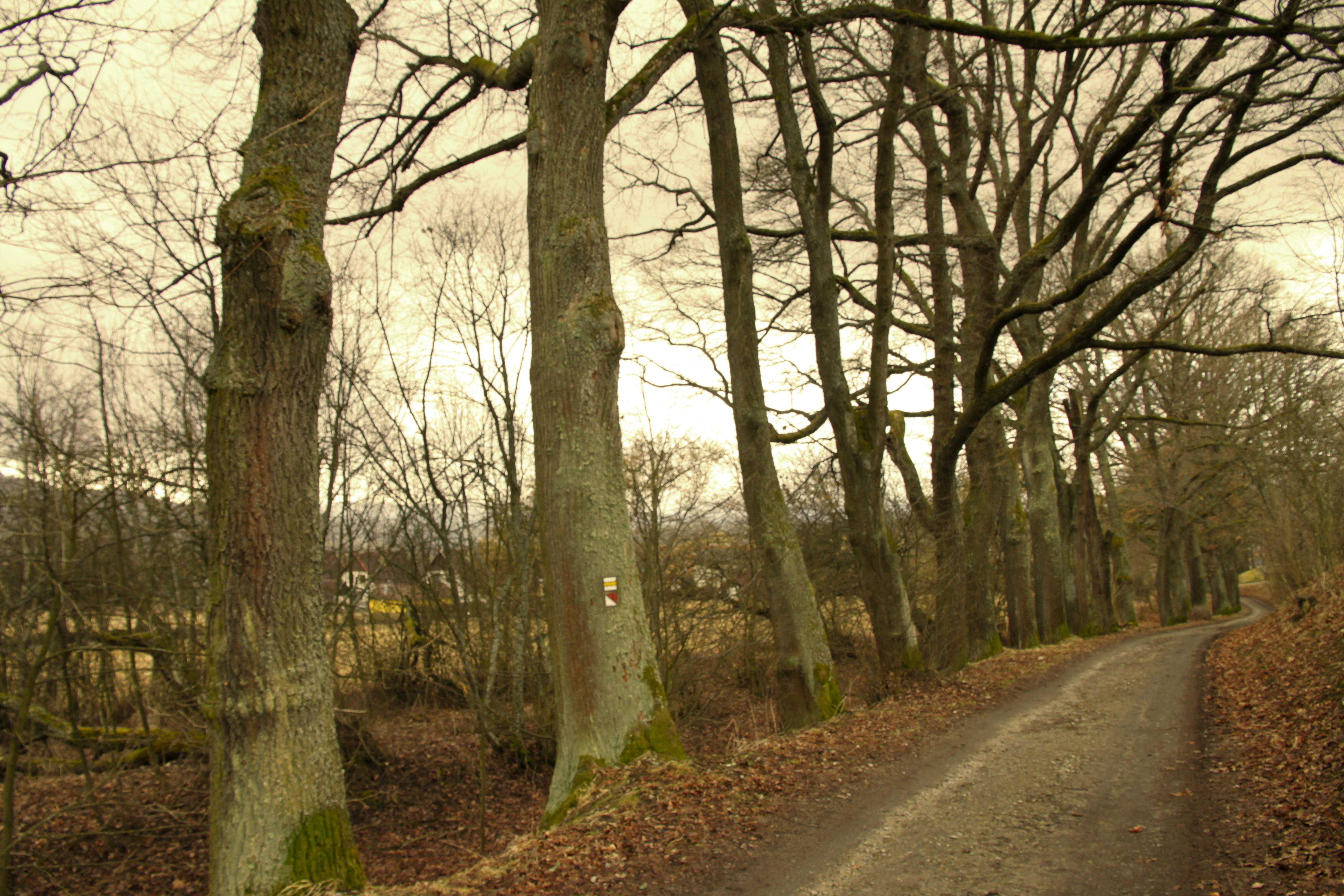
Březen 2020
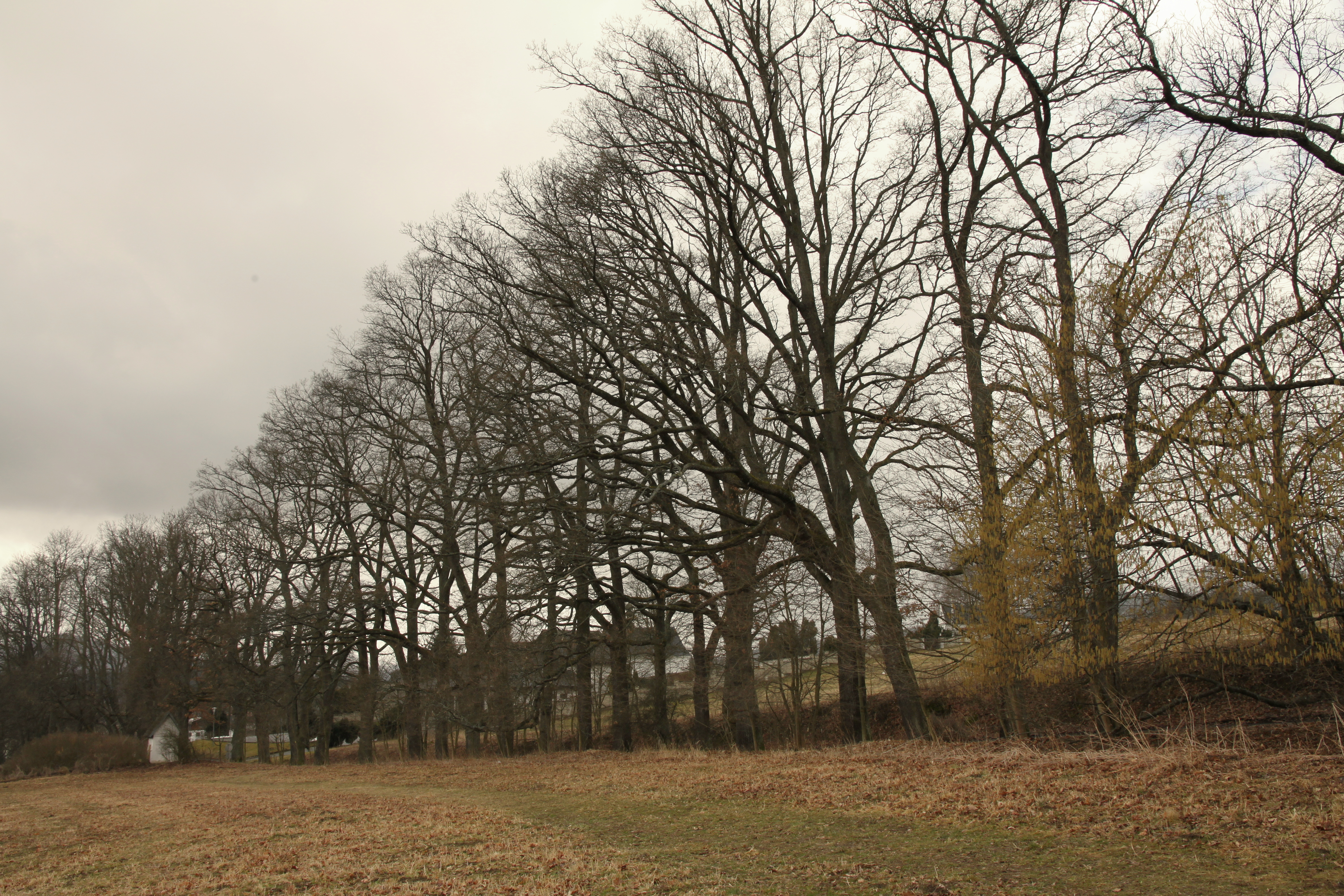
Březen 2020